# Zubrnice
Zubrnice – gmina w Czechach, w powiecie Uście nad Łabą, w kraju usteckim. Według danych z dnia 1 stycznia 2014 liczyła 240 mieszkańców.
W gminie funkcjonuje niewielkie, społeczne muzeum kolejnictwa.